# Улф Кирстен
Улф Кирстен (Риза, 4. децембар 1965.) је бивши немачки фудбалер и тренер. Играо је на позицији нападача за бундеслигашке клубове и репрезентације Источне Немачке и СР Немачке.